# ステファニー・タシェ・ド・ラ・パジュリ
マリー＝ローズ＝フランソワーズ＝ステファニー・タシェ・ド・ラ・パジュリ（Marie-Rose-Françoise-Stéphanie Tascher de La Pagerie, 1788年8月4日 - 1832年10月26日）は、フランスの海外植民地マルティニーク出身の女性。従姉のジョゼフィーヌ・ド・ボアルネとの縁故でフランス第一帝政の皇帝一族に数えられ、フランス皇女（princesse impériale）の称号を与えられた。

## 生涯
フランス海軍大尉ロベール＝マルグリット・タシェ・ド・ラ・パジュリ男爵（1740年 - 1806年）と妻ジャンヌ・ル・ルー・ド・シャペル（1754年 - 1822年）の間の末娘。一族はフランスの貴族家門タシェ家のうち、1726年にカリブ海のマルティニークに居住した分家である。
17歳か18歳の頃、すでに皇帝ナポレオン1世の皇后となっていた従姉ジョゼフィーヌの宮廷に呼び寄せられ、ホーエンツォレルン＝ジグマリンゲン侯世子カールの妻となる縁談が進められた。侯世子はジョセフィーヌの親友、ホーエンツォレルン＝ジグマリンゲン侯妃アマーリエ・ゼフィリーネの一人息子だった。侯妃は後年の回想録に開陳しているように、ステファニーと自分の息子とはそりが合わないと思っており、この縁談に反対だった。婚約延期の申し出がジグマリンゲン侯家から来ると、ジョゼフィーヌは従妹のために別の縁談を探し始めた。
次なる花婿候補はライン連邦諸侯の一員であるダランベール公プロスペル＝ルイで、彼との縁談はまとまった。2人は1808年2月1日に結婚した。ステファニーは義理の従兄のフランス皇帝から100万フランの持参金とフランス皇女の称号を与えられており、これは花婿側にとって重要な政略結婚だった。夫は29歳で、1メートル62センチと小柄な体格で風采は良くなく、家柄だけが取り柄だった。
夫の公爵は半島戦争で自身の率いるダランベール軽騎兵連隊（Chevau-Légers d’Aremberg）と共にフランス軍の同盟軍として戦った。1810年末、フランス元老院の決議により、自身の領邦アーレンベルク＝メッペン公国がフランスに併合されたのちも、彼はフランスに忠節を尽くして従軍を続け、そして1811年10月28日に深手を負ってイギリス軍の捕虜となり、1814年まで英国に抑留された。
一方のステファニーは婚礼以来ずっとパリとサン＝クルーで生活しており、夫の領国に足を踏み入れたこともなかった。公爵夫妻の夫婦生活に愛情は一切なく、1814年の暮れから1815年の年明けにかけての冬の時期に、公爵がウィーン会議で自身の領邦主権を取り戻そうと運動している間に、夫婦関係は完全に破綻した。この時期、ステファニーに愛人がいるという噂が広まったためであった。2人は間に子をもうけぬまま1816年8月29日にパリの民事裁判所で離婚した。教会法上の婚姻無効は1818年8月21日に教皇の認可が下りた。
1819年11月12日、彼女は32歳のフランス陸軍将校、ギー＝ジャック＝ヴィクトル・ド・ショーモン・ド・キトリ侯爵（1787年 - 1851年）と再婚した。侯爵は騎兵中隊長の任にあり、ナポレオン皇帝の大侍従（Grand Chambellan）の肩書を有していた。2人は婚礼の4日前に婚姻契約を交わしている。侯爵夫妻は間に1男1女をもうけた。
- ステファニー・ド・ショーモン＝キトリ（1826年 - 1913年）
- オドン・ド・ショーモン＝キトリ（フランス語版）（1827年 - 1866年） - ショーモン＝キトリ侯爵、第二帝政期の立法院議員、宮廷侍従

## 引用・脚注
1. ↑  Peter Neu: Regesten des Archivs der Grafen von Sponheim, 1065–1437. Band 4: 1426–1437 (Regesten Nr. 4240–4875). (= Die Arenberger und das Arenberger Land. Band 4: Das 19. Jahrhundert. Vom Souverän zum Standesherrn.) 1993, ISBN 978-3-92201-870-4, S. 245
2. ↑  Paul Sauer: Napoleons Adler über Württemberg, Baden und Hohenzollern. Südwestdeutschland in der Rheinbundzeit. Verlag Kohlhammer, Stuttgart 1987, S. 211
3. ↑  Klemens Wenzel Lothar von Metternich: Denkwürdigkeiten. Verlag G. Müller, München 1921, Band 22, S. 480
4. ↑  ショーモン＝キトリはステファニーと死別した翌1833年、コンデ親王の庶出の娘で親王の副官リュリ（フランス語版）伯爵の未亡人であるアデライード・ド・ブルボン（1780年 - 1874年）と再婚している
5. ↑  Famille de Tascher & de Tascher de La Pagerie & de Pouvrai (PDF), abgerufen am 23. Oktober 2018